# Alicante (provins)
Alicante (spansk) eller Alacant (valenciansk) er den sydligste af tre provinser i den autonome region Valenciana i Spanien. Provinshovedstaden er byen Alicante.
Alicante grænser til provinserne Murcia i sydvest, Albacete i vest og Valencia i nord. I øst grænser Alicante til Middelhavet. 
Alicante ligger ved den såkaldte Costa Blanca, og er et populært rejsemål for turister. Kendte rejsemål ud over hovedstaden Alicante er Torrevieja og Benidorm.